# Hato Rey
Hato Rey és un antic barri de San Juan, Puerto Rico, situat en la part nord-oest del dissolt municipi de Río Piedras. En l'actualitat està dividit en tres seccions: nord, central i sud.
El seu nom significa «granja de bestiar del rei» (Hato). Al segle xviii, el bestiar passejava pels camps de canya de sucre de la zona. La seva proximitat a zones residencials de San Juan, Rio Piedras i Miramar el va convertir en un lloc perfecte des d'on produir el que els seus habitants menjaven. L'àrea també se la coneixia com «Las Monjas», a causa d'un convent situat a la zona al segle xix.
La part nord d'Hato Rey és considerada el centre financer de l'illa, referint-se a una secció d'aquest districte com "la Milla d'Or" (0.47 milles en longitud).
Hato Rey és també la lloc de boutiques i restaurants, sobretot al llarg de l'avinguda Roosevelt. El Coliseu de Puerto Rico José Miguel Agrelot i el Tren Urbà formen part dels seus atractius. El tren també està ajudant a alleujar els problemes de tràfic a la zona per la descongestió de les carreteres. La seu principal de la Fraternitat Fi Sigma Alfa està situada al carrer Mèxic, cantonada Xile de Hato Rei. El Club de Lleons de Hato Reh, fundat en 1955, es troba al carrer Alhambra, enfront de la Universitat Politècnica.

A causa de la seva ubicació, els viatgers que es dirigeixin al Vell San Juan han de conduir a través de Hato Rey.

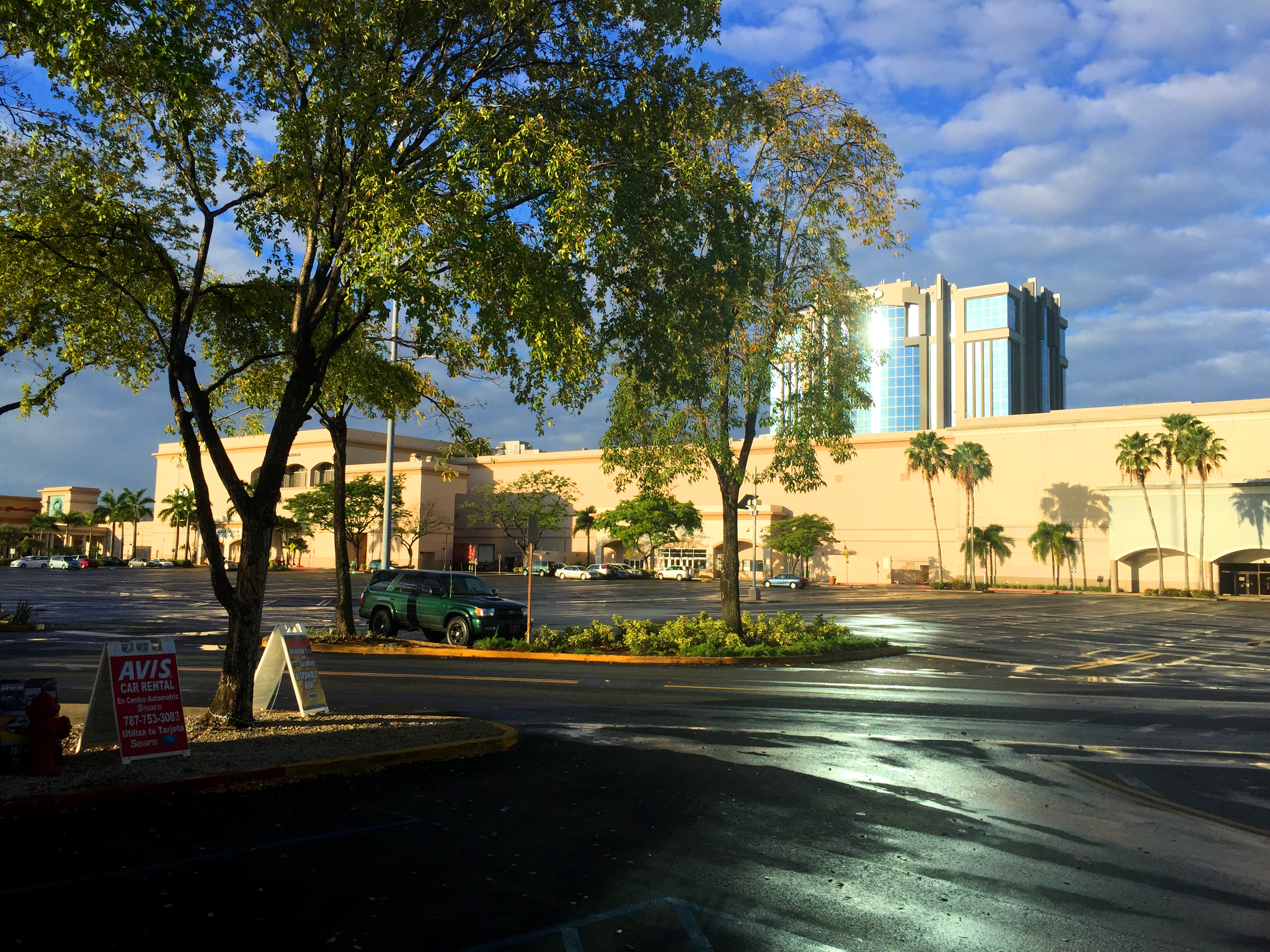
Plaza Las Americas
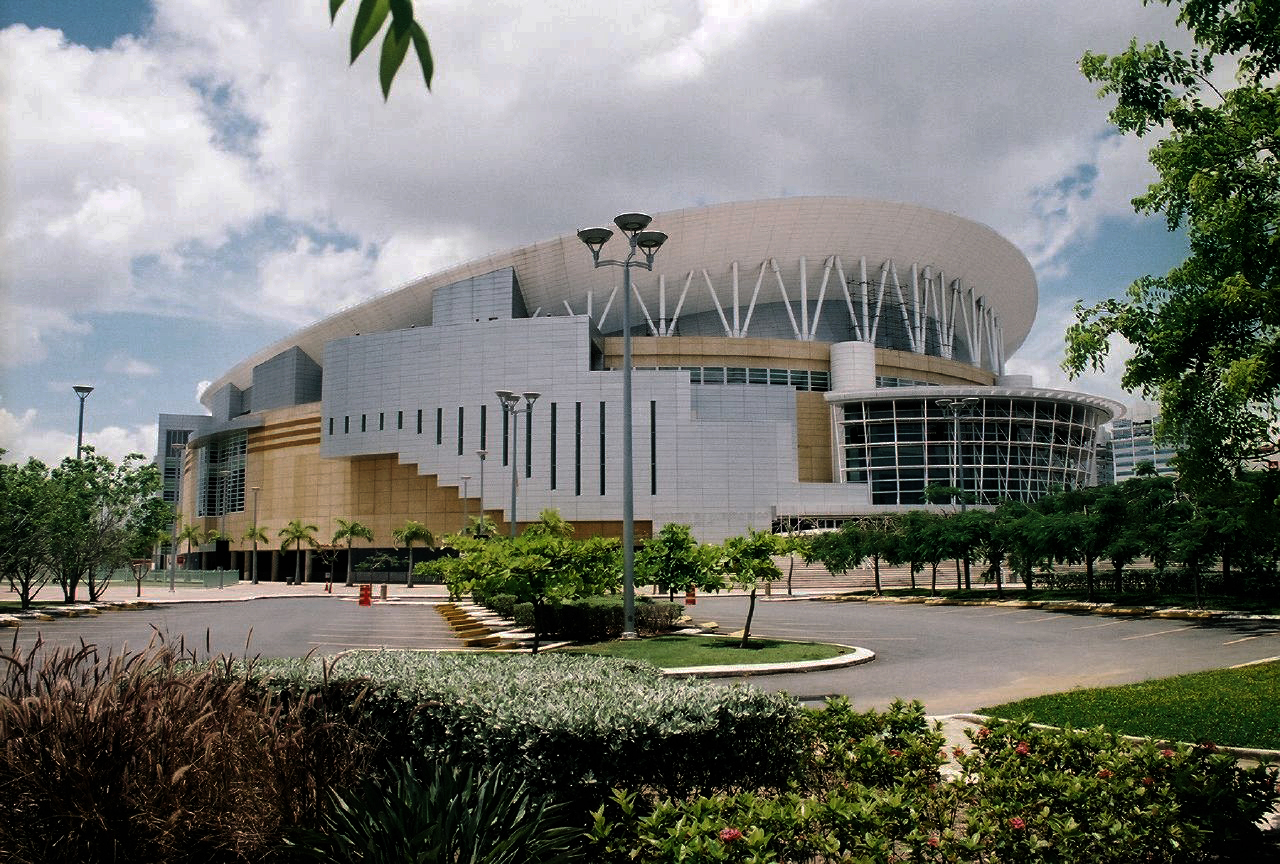
Coliseu de Puerto Rico
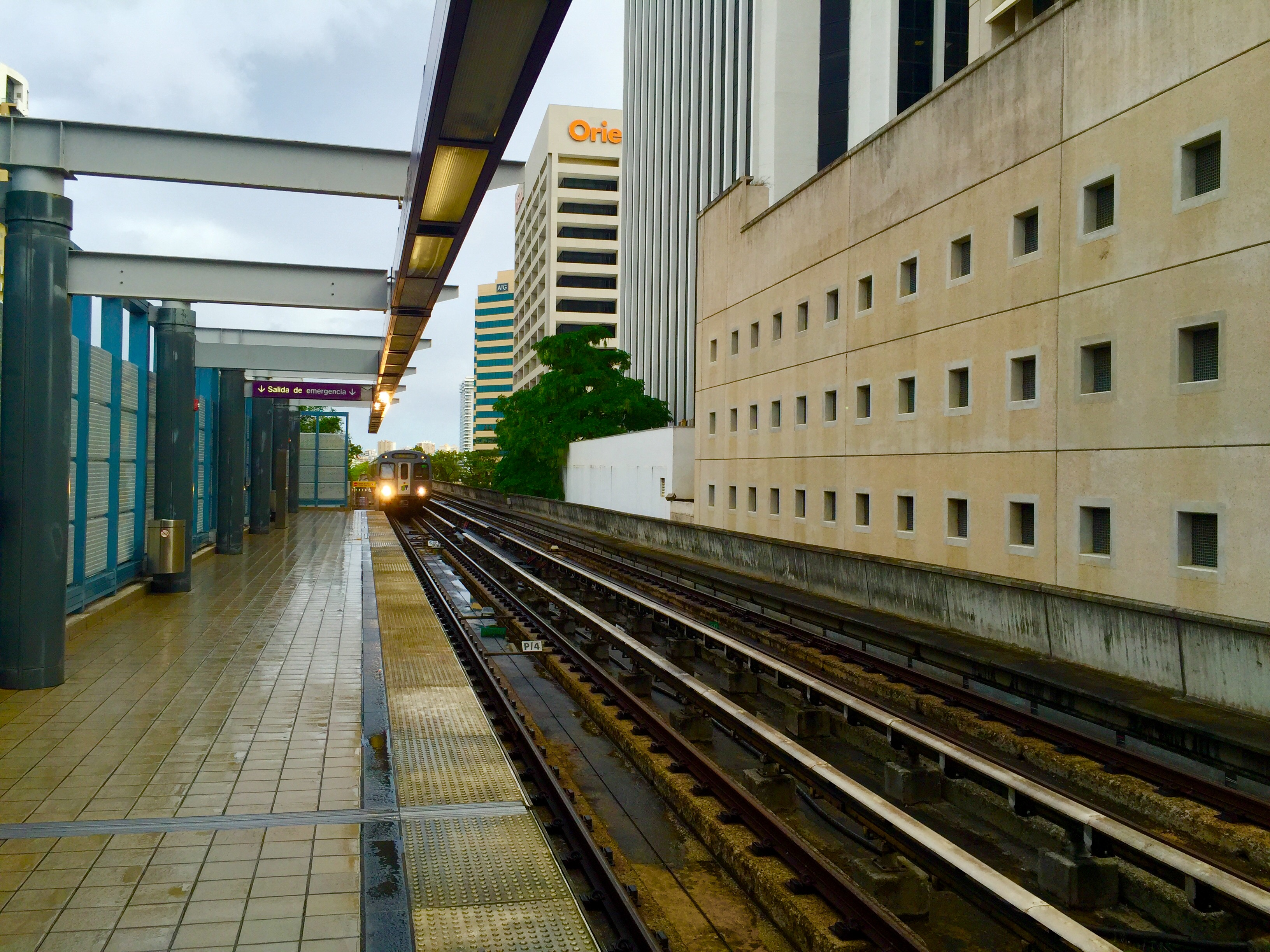
Estació Roosevelt del Tren Urbà

A Hato Rey es troben les seus del Banc Popular, Inc., Plaza Las Américas i el Coliseu Roberto Clemente. La seu del FBI a Puerto Rico també es troba en Hato Rey. Degut a la proximitat de la zona de l'aeroport, les companyies aèries més importants, com Avianca, han tingut les seves oficines en Hato Rey. Compaq Computer Corporation té les seves oficines de Puerto Rico a Hato Rey.

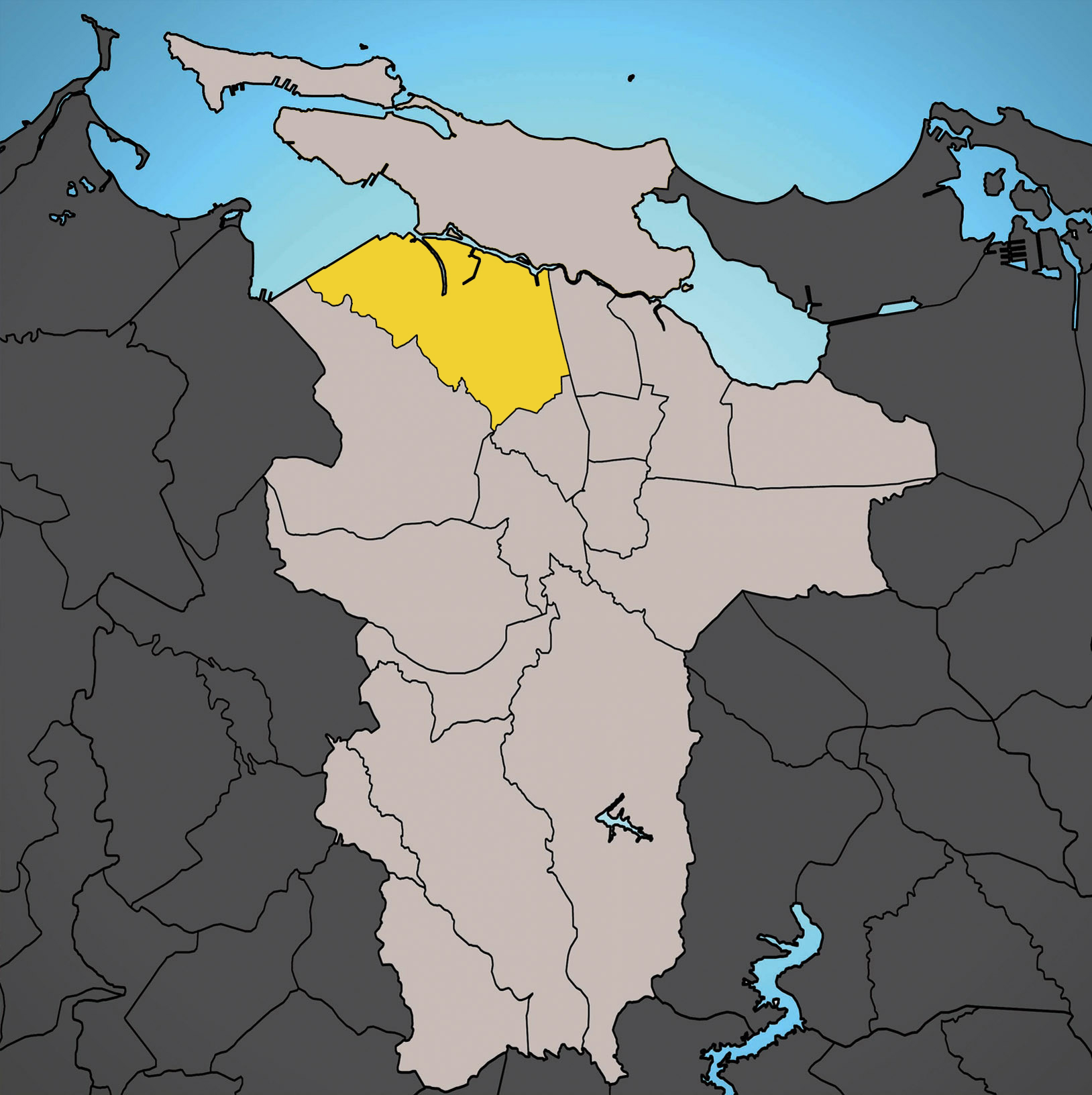
Hato Rey Nord
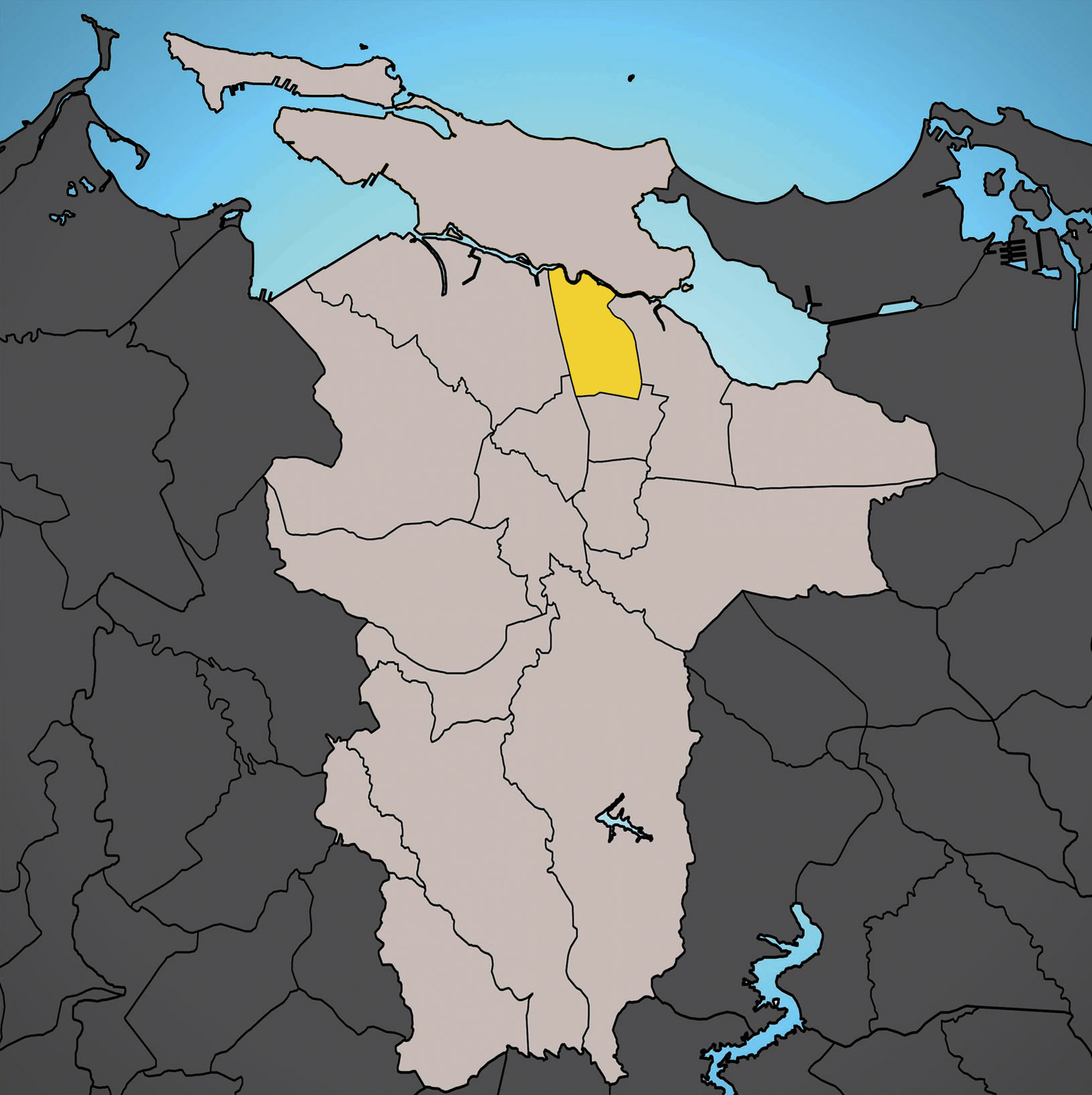
Hato Rey Central
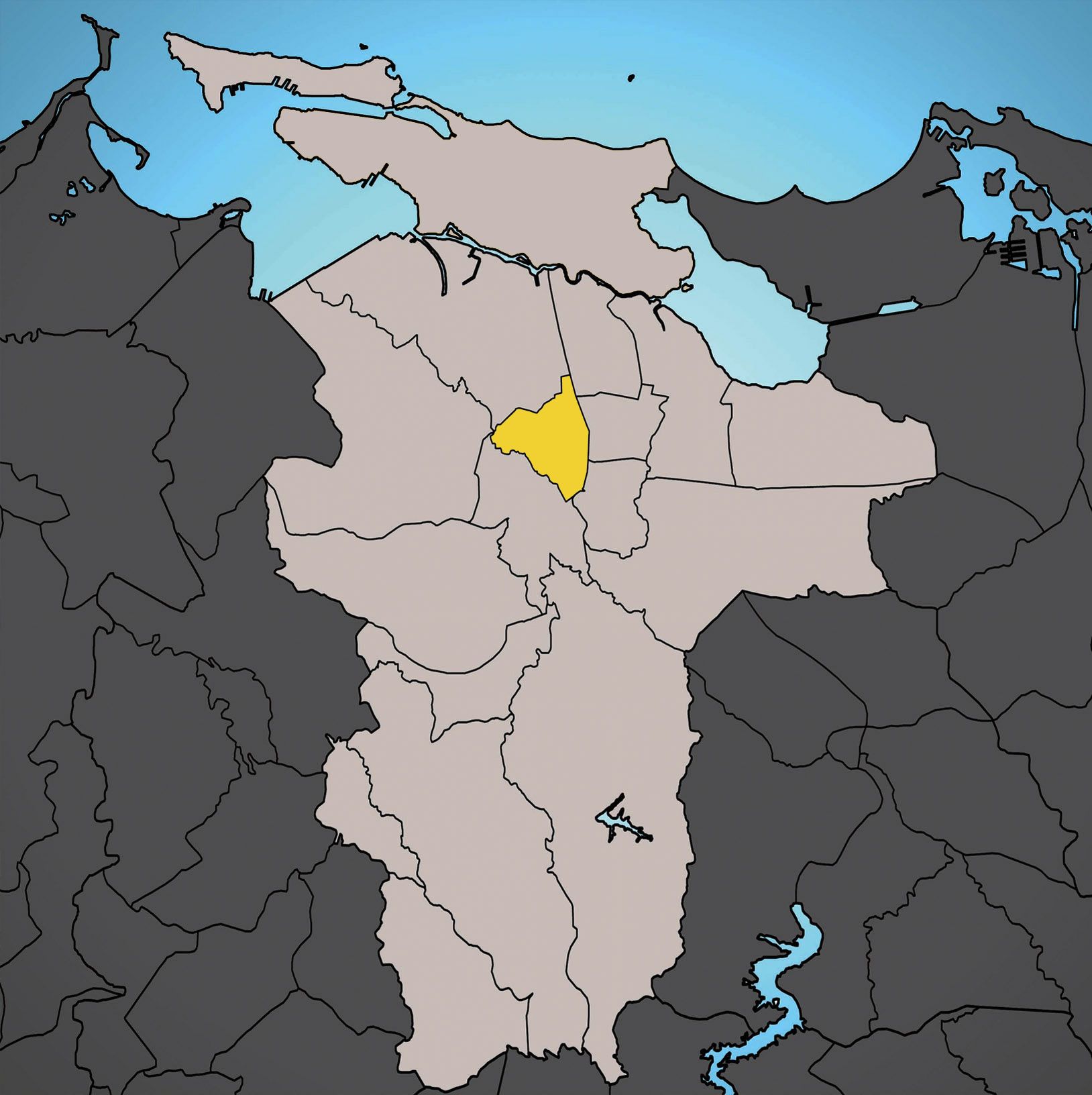
Hato Rey Sud